# Bronisław Kostkowski
Bronisław Kostkowski (ur. 11 marca 1915 w Słupsku, zm. 27 września 1942 w Dachau) – alumn, męczennik II wojny światowej, błogosławiony Kościoła katolickiego.

## Życiorys
Był synem Mateusza Władysława i Marii z domu Wiśniewskiej.
Jego rodzice pochodzili z ziemi chełmińskiej, ze wsi Piątkowo, położonej niedaleko Kowalewa Pomorskiego.
Po zakończeniu I wojny światowej rodzina przeniosła się do Bydgoszczy.
Od 1 września 1922 roku uczęszczał do czteroklasowej (później siedmioklasowej) Publicznej Szkoły Powszechnej im. św. Jana przy ul. Świętojańskiej w Bydgoszczy. W 1926 roku podjął naukę w Męskim Państwowym Gimnazjum Humanistycznym przy ul. Grodzkiej.
W tym czasie był prezesem Sodalicji Mariańskiej w gimnazjum w Bydgoszczy. Po maturze, w październiku 1936 roku wstąpił do Wyższego Seminarium Duchownego we Włocławku. W kwietniu 1939 roku przyjął dwa niższe święcenia kapłańskie, a w czerwcu otrzymał promocję na czwarty kurs, którego skończyć już nie zdołał z uwagi na wybuch II wojny światowej.
7 listopada 1939 r. został wraz z biskupem Michałem Kozalem, rektorem seminarium ks. dr Franciszkiem Korczyńskim oraz 21 alumnami aresztowany przez Gestapo.
Aresztowani zostali osadzeni we włocławskim więzieniu w bardzo ciężkich warunkach. Hitlerowcy dopatrzyli się, że urodził się w Słupsku, czyli w Rzeszy. Dlatego też postawili mu warunek: jeśli zrezygnuje z kapłaństwa, to zwolnią go z więzienia.
Odmówił, choć zdawał sobie sprawę z konsekwencji tej decyzji.
W tej sytuacji hitlerowcy osadzili go w więzieniu w Lądzie, skąd został wywieziony do Szczeglina.
Następnie trafił do niemieckiego obozu koncentracyjnego Sachsenhausen (KL) (28 sierpnia 1940), a stamtąd do Dachau i zarejestrowany jako numer 22828 (14 grudnia 1940).
W jednym z ocalałych listów pisał do rodziny:

Raczej śmierć wybiorę, niż sprzeniewierzę się powołaniu, którym Bóg mnie zaszczycił.

 Zmarł w obozie na skutek wycieńczenia.
Beatyfikowany przez papieża Jana Pawła II w 1999 roku w grupie 108 błogosławionych męczenników.
Uchwałą Rady Miejskiej z 28 kwietnia 2004 roku, bł. Bronisław Kostkowski ustanowiony został patronem Słupska.